# Адам Вілер
Адам Вілер  (англ. Adam Wheeler, 24 березня 1981) — американський борець греко-римського стилю, олімпійський медаліст.

## Виступи на Олімпіадах
| Олімпіада  | Дисципліна | Місце |
| ---------- | ---------- | ----- |
| Пекін 2008 | до 96 кг   | 3T    |